# Robert Parizeau
Pour les articles homonymes, voir Parizeau.
Robert Parizeau, né le 7 novembre 1935 à Montréal, est un homme d'affaires québécois. Il est le président du conseil, non-exécutif, d’Aon Parizeau Inc., courtiers d’assurance et conseillers en gestion des risques et également président du conseil d'administration du Fonds de solidarité FTQ.

## Biographie
Issu d'un milieu aussi aisé que cultivé, fils de Gérard Parizeau (homme d'affaires, grand assureur, historien), et de Germaine Biron, Robert Parizeau est aussi l'arrière-petit-fils de Damase Dalpé (dit Parizeau), député à l'Assemblée législative du Québec de 1892 à 1897. Il est le frère de l'ancien premier ministre du Québec Jacques Parizeau et le père de la philosophe Marie-Hélène Parizeau.
Diplômé des Hautes études commerciales de Montréal en 1957, il a dirigé pendant de nombreuses années l'entreprise Sodarcan revendue en 1997 au groupe AON. Il a reçu un doctorat honoris causa de l'Université de Montréal en 2004. Il a été nommé Administrateur Émérite par l'Université Laval en 2010. Il est reconnu en tant qu'expert en gouvernance d'entreprise.

## Conseil d'administration
Robert Parizeau a été élu président du conseil d'administration du Fonds de solidarité FTQ en 2014.
Il a siégé également au conseil d'administration de :
- Power Corporation[5],
- Banque Nationale,
- Group Canam,
- Gaz Metro,
- Van Houtte inc.
- SCOR Compagnie de Réassurance du Canada
- Fondation du Musée national des beaux‐arts du Québec
- Fondation Lionel‐Groulx

Il est administrateur au conseil de l’Institut sur la gouvernance d’organisations privées et publiques